# Pieghettatura

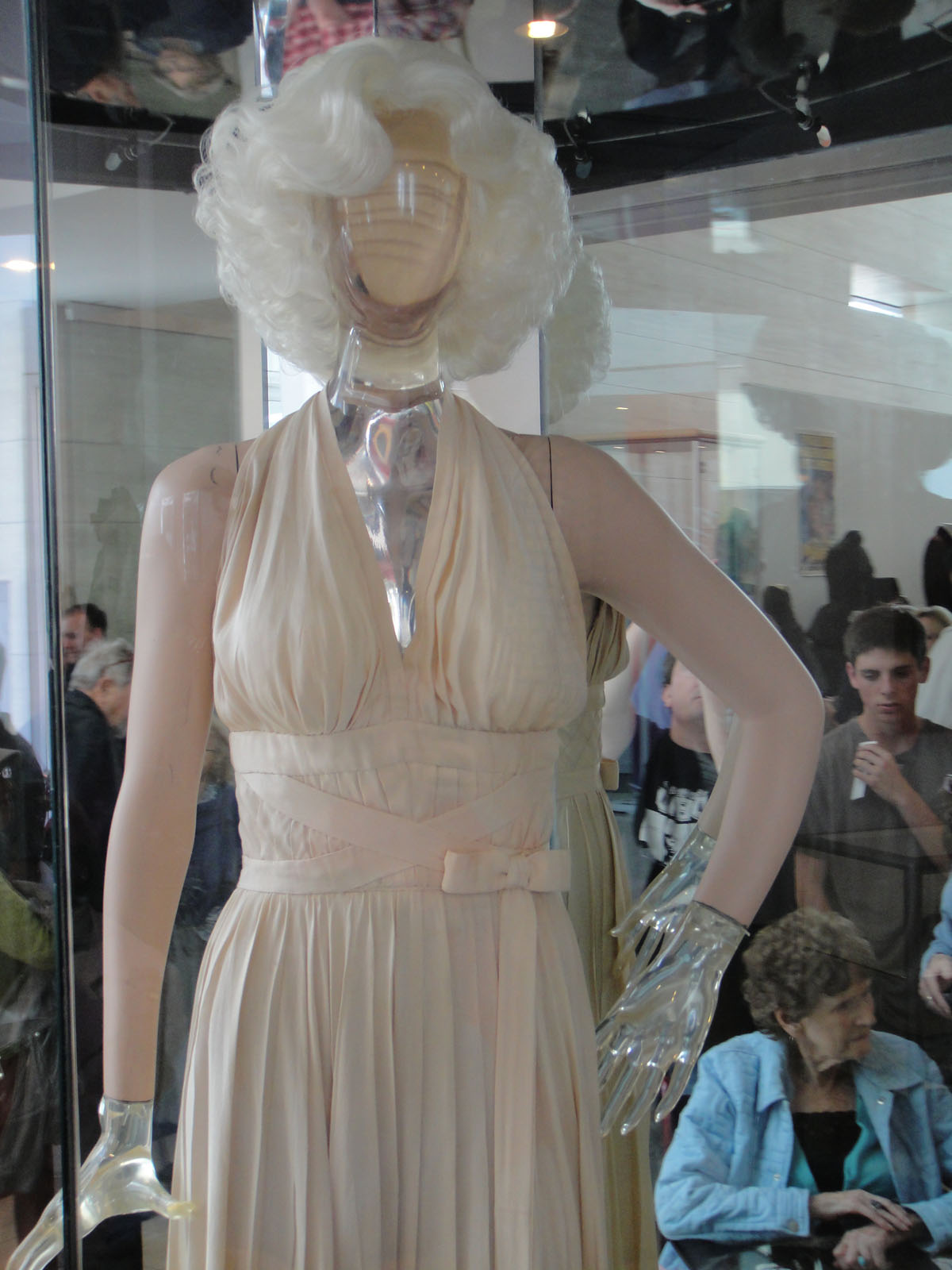
L'abito bianco indossato da Marilyn Monroe nel film Quando la moglie è in vacanza, al tempo dell'esposizione nella collezione di Debbie Reynolds

La pieghettatura, conosciuta anche con il termine francese plissage, è una tecnica sartoriale che permette di realizzare un tessuto fittamente pieghettato. Il tessuto oggetto di pieghettatura è invece chiamato plissé.

## Storia
In tempi moderni, nel campo della moda e dell'abbigliamento, la pieghettatura di abiti, o di parti di essi, comparve per la prima volta nel 1909 grazie al pittore, stilista, scenografo e designer spagnolo naturalizzato italiano Mariano Fortuny y Madrazo. Mariano Fortuny y Madrazo prese ispirazione dagli abiti degli antichi egizi e degli antichi greci. 
Già dal suo debutto, la pieghettatura ebbe un grande successo, successo che è continuato nei decenni seguenti fino ad arrivare al XXI secolo. Abiti con pieghettature sono stati indossati da Marlene Dietrich, Grace Kelly e Jacqueline Kennedy grazie alle creazioni di Madame Grès. Il massimo successo degli abiti pieghettati si ebbe negli anni cinquanta e sessanta del XX secolo. Celebre, nella storia del cinema, l'abito bianco pieghettato indossato da Marilyn Monroe nella famosa scena del film Quando la moglie è in vacanza, nella quale il vento proveniente dalla grata della metropolitana solleva la gonna dell'attrice.

## Caratteristiche e utilizzi
La pieghettatura, che ha generalmente un andamento verticale, fa acquisire al tessuto un aspetto paragonabile a una fisarmonica. Oltre che nella moda e nell'abbigliamento, la pieghettatura è utilizzata in altri ambiti, come nella realizzazione di coccarde. Il tessuto oggetto di pieghettatura è chiamato plissé, mentre la persona esperta nella tecnica di pieghettatura è chiamata plissettatore.